# Viva Piñata (serie animata)
Viva Pinata (Viva Piñata) è una serie televisiva animata, frutto di una coproduzione statunitense/canadese, prodotta dalla 4Kids Productions e dalla canadese Bardel Entertainment, la serie animata si basa sul famoso videogioco per Xbox 360. La serie è stata trasmessa dal 26 agosto 2006 al 18 gennaio 2009 dall'emittente americana 4Kids TV. In Italia è stata trasmessa a partire dal 12 gennaio 2010 sul canale del digitale terrestre Hiro e dal 13 settembre 2010 su Italia 1 alle 7:05.

## Trama
La serie narra le vicende di un gruppo di strani animali colorati che vivono in un giardino magico, dove le piante nascono a dismisura tramite pozioni magiche.

## Personaggi
- Hudston
- Fergy
- Paulie
- Franklin
- Ella
- Tina
- Teddington
- Langston
- Prof. Pester

### Doppiaggio
| Personaggi   | Doppiatore originale | Doppiatore italiano |
| ------------ | -------------------- | ------------------- |
| Franklin     | Marc Thompson        | Pietro Ubaldi       |
| Tina         | Kathleen Delaney     | Lorella De Luca     |
| Fergy        | David Wills          | Diego Sabre         |
| Langston     | Mike Pollock         | Gianluca Iacono     |
| Pauline      | Brian Maillard       | Claudio Moneta      |
| Ella         | Rebecca Soler        | Daniela Fava        |
| Hudston      | Dan Green            | Giorgio Bonino      |
| Teddington   | Jamie McGonnigal     | Marco Balzarotti    |
| Prof. Pester | Michael Alston Baley | Giovanni Battezzato |

## Sigla
La sigla italiana iniziale e finale è Viva Pinata, testo di Nuvola, musica di Cristiano Macrì, interpretata da Cristina D'Avena.